# أسامة الزين
أسامة الزين هو مخرج وكاتب فلسطيني حاصل على شهادة البكالوريوس في هندسة الكمبيوتر من الجامعة الأردنية، وبعد فوزه بجائزة موريس شير لمقاطع الفيديو القصيرة في المسابقة الدولية للطلاب الفنانين برعاية كلية سافانا للفنون والتصميم، انتقل إلى الولايات المتحدة الأمريكية لمتابعة دراساته العليا في السينما والفيديو، حيث أنهى درجة الماجستير في الآداب في السينما والفيديو من الجامعة الأمريكية في واشنطن العاصمة. لاحقًا عمل الزين على أفلام وثائقية عن القضايا الاجتماعية والسياسية، وكانت تشمل كتابة وإنتاج وإخراج الأفلام القصيرة، والأفلام الوثائقية، وإعلانات الخدمة العامة. يعيش الزين في الولايات المتحدة التي يعمل فيها منتجًا ومخرجًا سينمائيًا، وهو الرئيس التنفيذي لشركة IG-Creative-Group، ومقرها واشنطن العاصمة.

## الأفلام
أخرج أسامة عدد من الأفلام والمسلسلات، منها:
- فيلم (الشفافية)، فيلم وثائقي حاز على جوائز، أنتجه وأخرجه عام 2002 وعُرض في الولايات المتحدة، وأوروبا والشرق الأوسط.[2][3]

- فيلم (9/11 فلسطين بوست) عام 2005، فيلم وثائقي طويل أنتجه وأخرجه عن أحداث 9/11 من منظور فلسطيني.[4]
- مسلسل (العميد العميدة - هيلين توماس) مسلسل وثائقي مصغر من جزأين، أنتجه وأخرجه عام 2014 عن حياة ومسيرة الصحفية الراحلة هيلين توماس.[5]
- فيلم (جمال عبد الناصر)[6] وهي سلسلة وثائقية من سبعة أجزاء أنتجها وأخرجها عن حياة الزعيم العربي جمال عبد الناصر ورحلته السياسية.[3]